# Barnard 203
De absorptienevel Barnard 203 of Lynds 1448 bevindt zich ongeveer één graad ten zuidwesten van NGC 1333 in de moleculaire wolk van Perseus, op een afstand van ongeveer 800 lichtjaar. In deze regio zijn door IRAS drie infrarode bronnen waargenomen, IRS 1, IRS 2 en IRS 3 genaamd.
De regio bevat ook meerdere Herbig-Haro-objecten, waaronder HH 193-197, die gedreven worden door de protosterren in deze regio.

## De populatie van jonge stellaire objecten
De bron IRS 1 is een jong stellair object van klasse I en een dubbelster. IRS 1 is meer geëvolueerd dan de meeste protosterren in deze regio en minder goed bestudeerd.
De bron IRS 2 is een dubbelster die zeer jong is (klasse 0 jong stellair object), omgeven door een roterende schijf en het systeem vertoont een bipolaire uitstroom-signatuur. Het stelsel heeft een zandlopervormig magnetisch veld dat is uitgelijnd met de bipolaire uitstroom. Richting het oosten staat de bron IRS 2E, een bron tussen een voorstellaire kern en een protoster.

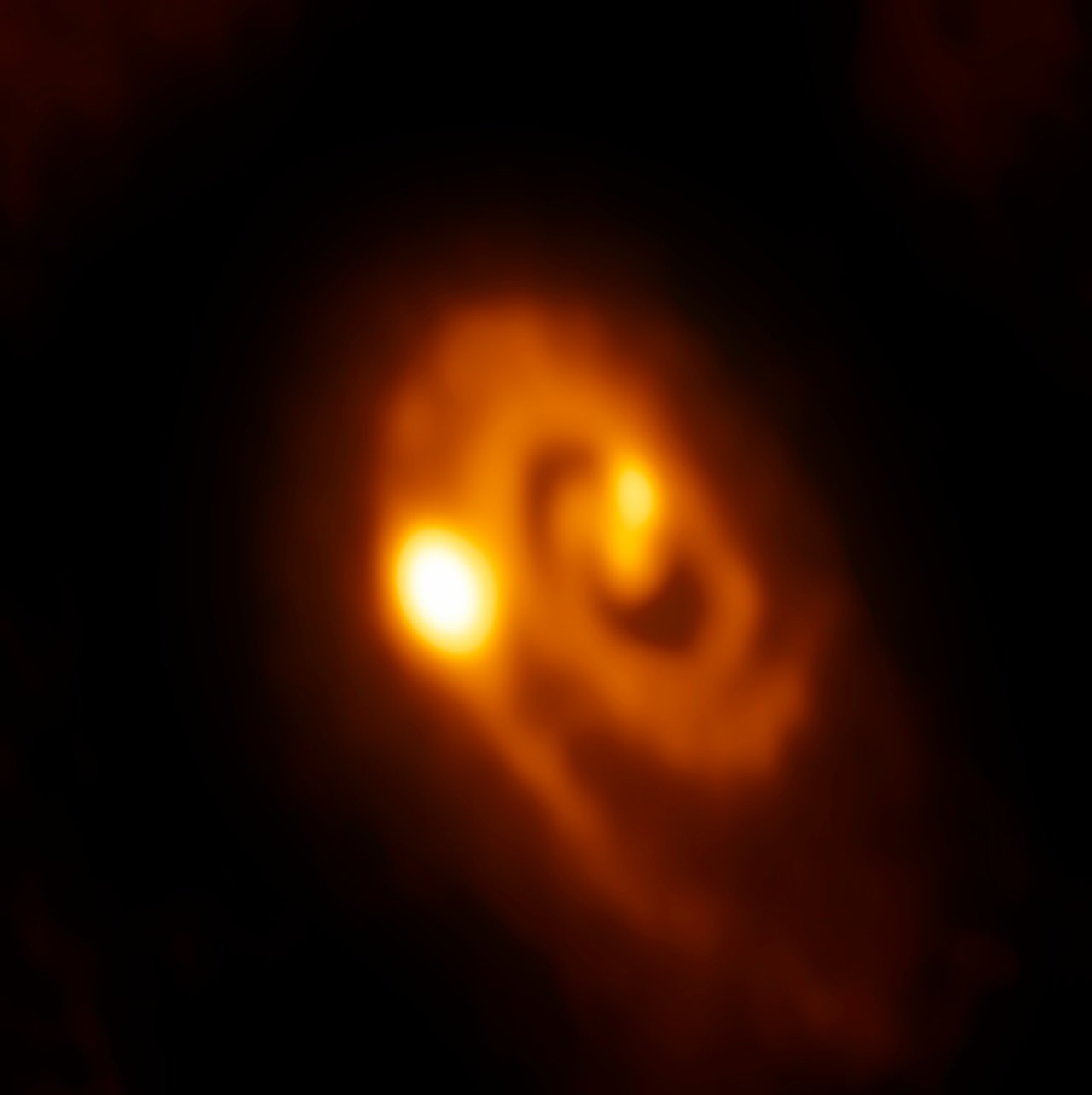
Het drievoudige protostersysteem IRS 3B en de schijf van het stelsel.

De bron IRS 3B werd het meest bestudeerd en ALMA toonde aan dat het een drievoudig protoster systeem is met één ster die zich vormt via schijffragmentatie. De twee buitenste sterren zijn gescheiden door 61 en 183 astronomische eenheden van de centrale ster en alle drie de sterren zijn omgeven door een circumstellaire schijf die spiraalarmen vertoont. IRS 3B is een jong stellair object van klasse 0 en is mogelijk jonger dan 150.000 jaar. De twee protosterren in het centrum hebben een massa van ongeveer 1 zonsmassa en de protoster verder van het centrum heeft een massa van ongeveer 0,085 zonsmassa. De schijf die de drie protosterren omringt heeft een geschatte massa van ongeveer 0,30 zonsmassa. De bronnen IRS 3A, B en C vertonen moleculaire uitstromingen. IRS 3 wordt ook wel L1448N genoemd.
Een andere goed bestudeerde bron in deze regio wordt L1448-mm of L1448C genoemd. Het is een klasse 0 jong stellair object dat een sterk gecollimeerde stroming aandrijft, gedetecteerd in koolstofmonoxide, Siliciummonoxide en water.